# Bistahieversor
Bistahieversor is een uitgestorven geslacht van theropode dinosauriërs uit de groep van de Tyrannosauroidea, die tijdens het Late Krijt leefde in het gebied van het huidige Noord-Amerika.

## Naamgeving
De typesoort en enige benoemde soort van het geslacht, Bistahieversor sealeyi, werd in 2010 beschreven door Thomas Carr en Thomas Williamson. De naam kwam al voor in Carrs dissertatie uit 2004. De geslachtsnaam betekent "Vernietiger van de Bistahi": Bistahí is in Navajo "de plaats van de adobe formaties", het gebied waar de vondst werd gedaan; eversor is "verwoester" in het Latijn — de naamgevers dachten overigens dat het Klassiek Grieks was. De soortaanduiding eert Paul Sealey, ontdekker en mede-opgraver van het fossiel en adjunct van het New Mexico Museum of Natural History and Science.

## Fossiel materiaal

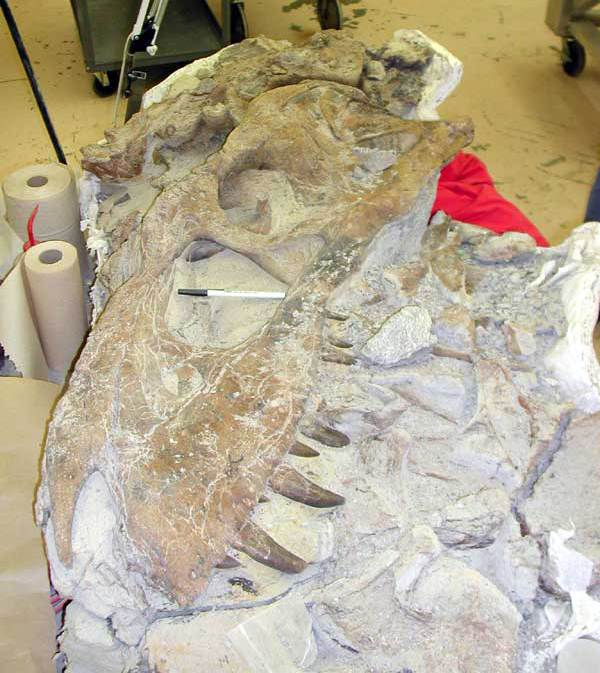
De schedel van NMMNH P-27469 in 2002

Het fossiel, holotype NMMNH P-27469, bestaande uit een vrij volledige schedel en gedeeltelijk skelet, werd in 1998 gevonden in de Bisti/De-Na-Zin Wilderness in New Mexico, in de Kirtlandformatie, aardlagen uit het Campanien, 75-74 miljoen jaar oud. Er was al eerder het skelet gevonden van een tweede onvolgroeid exemplaar, NMMNH P-25049, opgegraven in 1989 en 1990, waarvan de schedel fragmentarisch is; dit werd eerder toegeschreven aan Daspletosaurus. Ander materiaal dat als paratype is aangewezen, betreft NMMNH P-32824, een voorste tak van een rechtertraanbeen, en OMNH 10131, een gedeeltelijk skelet inclusief schedel, dat veel langer bekend was, in juni 1940 opgegraven door John Willis Stovall en Donald Elvin Savage, maar in 1990 werd toegeschreven aan Aublysodon. De postcrania, het skelet achter de schedel, van het holotype zijn nog niet geprepareerd.

## Beschrijving
Bistahieversor was naar schatting circa negen meter lang en woog ten minste een ton. De schedel van het holotype heeft een lengte van 107 centimeter. De snuit is, hoewel langgerekt, vooraan met 31 centimeter tamelijk hoog, wat aantoont dat de hierdoor versterkte bijtfunctie niet uniek is voor de meer recente Tyrannosauridae zoals Tyrannosaurus. Ook de onderkaak is hoog en zeer robuust. De achterzijde van de schedel is met 195,2 millimeter echter niet speciaal verbreed en hetzelfde geldt voor de snuit. De tanden zijn relatief langer en smaller dan bij Tyrannosaurus.

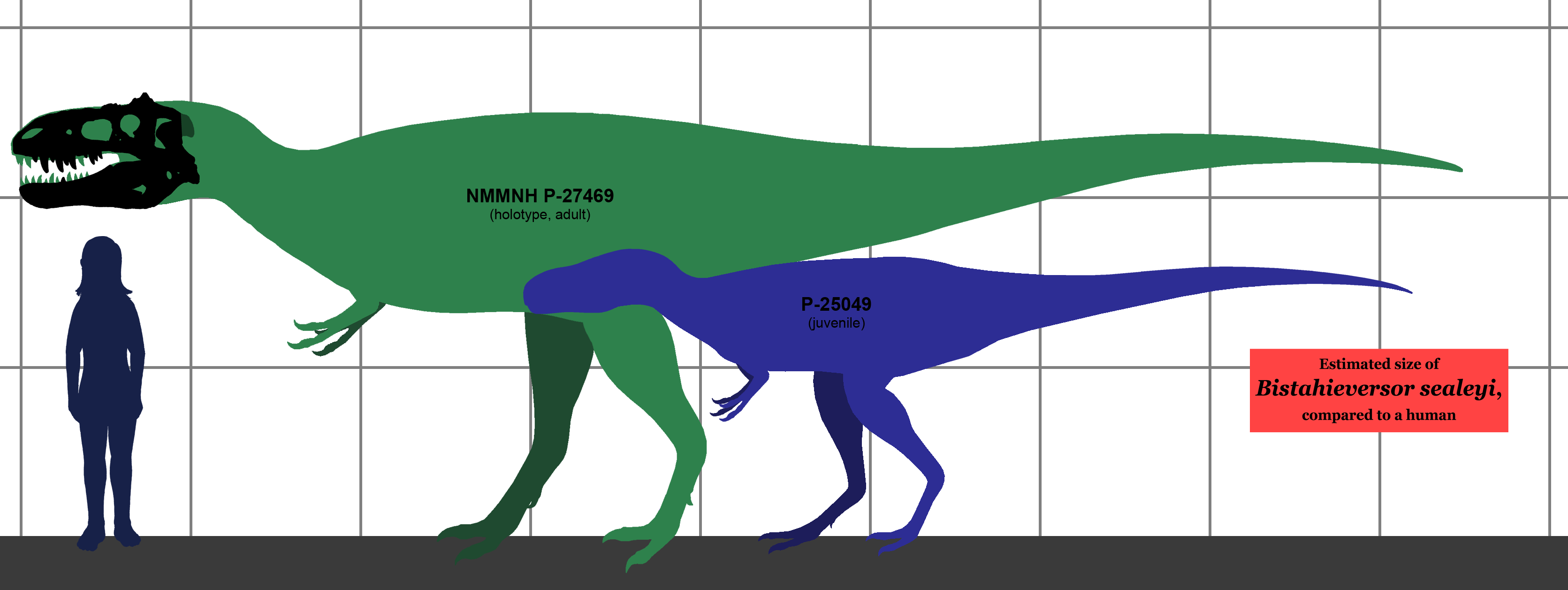
Het holotype en P-25049 in grootte vergeleken met een mens

Bistahieversor onderscheidt zich van de tyrannosauriden onder andere door zijn 64 tanden, tien meer dan gebruikelijk; een smallere schedel; een extra schedelopening boven, en iets achter, de oogkas; en een richel aan de achterkant van de onderkaak. 
Het venster boven het oog is een extra groot pneumatisch foramen, een opening die de luchtzakken toegang verschafte tot het gepneumatiseerde holle bot van de schedel, waarvan het gewicht zo verlicht werd. Bij het onvolgroeide exemplaar komt de opening echter niet voor: het is dus een kenmerk van het volwassen dier, een individuele variatie, of een conserveringsartefact van het fossiel. Bij Bistahieversor zijn de neusbeenderen ook stevig vergroeid met de voorhoofdsbeenderen: ze grijpen met zeven in plaats van drie uitsteeksels in elkaar. Die zou de beweeglijkheid van schedel verminderd hebben en de bijtkracht verder verhoogd. Ook het zijgewricht van de onderkaken is door vergroeiingen verstard: zij konden dus niet zijwaarts uitklappen, zoals bij de meeste theropoden wél verondersteld wordt. Boven de ogen bevindt zich midden op de schedel een kam.
In 2020 stelde een studie dat Bistahieversor een omvang van het brein en een omvang van de luchtholten in de schedel had die overeenkwam met die van andere grote tyrannosauriden. Het grote brein zou al eerder geëvolueerd zijn maar de holten zouden samenhangen met een toegenomen lichaamsgrootte.
De auteurs onthielden zich voorlopig van een beschrijving van de postcrania; wel voorspelden ze dat de armen kort zouden blijken te zijn.

## Fylogenie
Bistahieversor werd door de beschrijvers, na een kladistische basaler in de Tyrannosauroidea geplaatst, maar nauw verwant aan de Tyrannosauridae: van deze groep, Bistahieversor, Appalachiosaurus, Alioramus en Dryptosaurus konden de precieze onderlinge verwantschappen niet exact worden vastgesteld. Van de Tyrannosauridae kwamen verschillende vormen tijdens het Campanien noordelijker voor. Geografische belemmeringen, zoals de vorming van de toen nieuwe Rocky Mountains, zou de meer zuidelijke Bistahieversor van de meer afgeleide noordelijke Tyrannosauridae hebben kunnen isoleren. De tyrannosauroïden ten oosten van de Western Interior Seaway die toen Noord-Amerika doormiddenspleet, zouden het oorspronkelijke kenmerk van een lage schedel hebben behouden.

## Levenswijze
Bistahieversor was een vleesetende roofsauriër en volgens de beschrijvers het enige grote roofdier dat in die tijd uit het gebied bekend is. Materiaal dat aan Aublysodon was toegeschreven zou in feite van Bistahieversor geweest zijn. Hij was dus kennelijk de toppredator van zijn ecosysteem. Mogelijke prooidieren waren: Nodocephalosaurus; een nog onbenoemd lid van de Chasmosaurinae; Pentaceratops; Parasaurolophus en Kritosaurus.